# Маркевич Володимир Михайлович
Володи́мир Миха́йлович Марке́вич (5 лютого 1971 — 22 березня 2019) — старший сержант Збройних сил України, учасник російсько-української війни.

## Життєпис
Народився 1971 року в Роздолі (Миколаївський район, Львівська область). Закінчив Бориславське медучилище. Майже 20 років жив у Білорусі, там створив сім'ю.
З січня 2018-го після розлучення проживав у Старому Роздолі, працював фельдшером в Трускавці.
27 квітня 2018 року підписав піврічний контракт; старший сержант, старший бойовий медик 1-ї роти роти 1-го механізованого батальйону 24-ї бригади. В лютому 2019-го поновив контракт та повернувся на фронт.
22 березня 2019 року перебував на спостережному посту (передній край лінії розмежування) — на найбільш небезпечній ділянці його допомога могла бути необхідною бійцям. Загинув в передобідню пору біля села Новомихайлівка (Мар'їнський район) від кулі снайпера терористів калібру 12,7 мм — яка пробила захисну стінку укриття та завдала смертельного поранення.
26 березня 2019-го похований у Роздолі.
Без Володимира лишилися мама, сестра і син Кирило 1996 р.н.. 

## Нагороди та вшанування
- Указом Президента України № 804/2019 від 5 листопада 2019 року за «особисту мужність і самовідданість, виявлені під час бойових дій, зразкове виконання військового обов'язку» нагороджений орденом «За мужність» III ступеня (посмертно)[4].